# Naturpark Uckermärkische Seen
Der Naturpark Uckermärkische Seen ist ein im Land Brandenburg gelegener 897 km² großer Naturpark, der am 3. Mai 1997 geschaffen wurde. Er umfasst ca. 230 Seen, Bachläufe, Moore und Kleingewässer, die während der Weichseleiszeit vor über 15.000 Jahren entstanden.

## Lage und Umfang
Der Naturpark grenzt im Norden direkt an den Naturpark Feldberger Seenlandschaft, im Westen an den Naturpark Stechlin-Ruppiner Land und bildet mit ihnen eine zusammenhängende Seenlandschaft. Südöstlich des Naturparks liegt das Biosphärenreservat Schorfheide-Chorin. Zum Naturpark gehören Teile des Neustrelitzer Kleinseenlandes, des Uckermärkischen Hügellandes, der Templiner Platte, der Zehdenick-Spandauer Havelniederung, der Granseer Platte und des Woldegk-Feldberger Hügellandes. Im Westen des Naturparks liegt das Waldgebiet Himmelpforter Heide. Der Naturpark schließt folgende Schutzgebiete ein:
- Landschaftsschutzgebiet Norduckermärkische Seenlandschaft
- Landschaftsschutzgebiet Neuruppin – Rheinsberg – Fürstenberger Wald- und Seengebiet
- Naturschutzgebiet Thymen
- Naturschutzgebiet Küstrinchenbach und Oberpfuhlmoor
- Naturschutzgebiet Tiefer – und Fauler See
- Naturschutzgebiet Großes Kernbruch
- Naturschutzgebiet Boitzenburger Tiergarten
- Naturschutzgebiet Clanssee
- Naturschutzgebiet Kleiner Kronsee
- Naturschutzgebiet Stoitzsee
- Naturschutzgebiet Poviestsee
- Naturschutzgebiet Damerower Wald
- Naturschutzgebiet Großes Mewenbruch
- Naturschutzgebiet Mellensee bei Lychen
- Naturschutzgebiet Kiecker
- Naturschutzgebiet Knehdenmoor
- Naturschutzgebiet Stromtal
- Naturschutzgebiet Klapperberge

## Sonstiges
Wappentier des Naturparks ist der Fischadler, der hier mit 30 Brutpaaren in ungewöhnlicher Dichte lebt. Auch andere seltene Tiere, wie die Bachforelle, der Fischotter, die Europäische Sumpfschildkröte und der Edelkrebs, leben im Naturpark. Es wurden zudem 54 Libellenarten und über 600 Nachtfalterarten nachgewiesen. An seltenen Pflanzen ist unter anderen das Strohgelbe Knabenkraut (Dactylorhiza incarnata subsp. ochroleuca) hier beheimatet.
Im Naturpark befindet sich der deutschlandweit größte erhaltene Hutewaldestand.
Wegen seiner über 150 km Wasserwanderwege ist der Naturpark auch bei Paddlern sehr beliebt. Zudem gibt es über 600 km lange ausgeschilderte Wanderwege.
Das Besucherzentrum des Naturparks befindet sich im Berliner Tor in Templin.

## Statistische Angaben
- Gesamtfläche: 897 km² (100 %)[3]
- Wald: 422 km² (47 %)
- Acker/Grünland: 332 km² (37 %)
- Wasser: 80 km² (9 %)
- Siedlungen und Sonstiges: 63 km² (7 %)
- Bevölkerungsdichte: ca. 25 Einwohner pro km²

## Anmerkung
1. ↑  Auf der Website http://www.naturparke.de/parks wird die Größe im Widerspruch dazu mit 790 km² angegeben